# Sara Seager

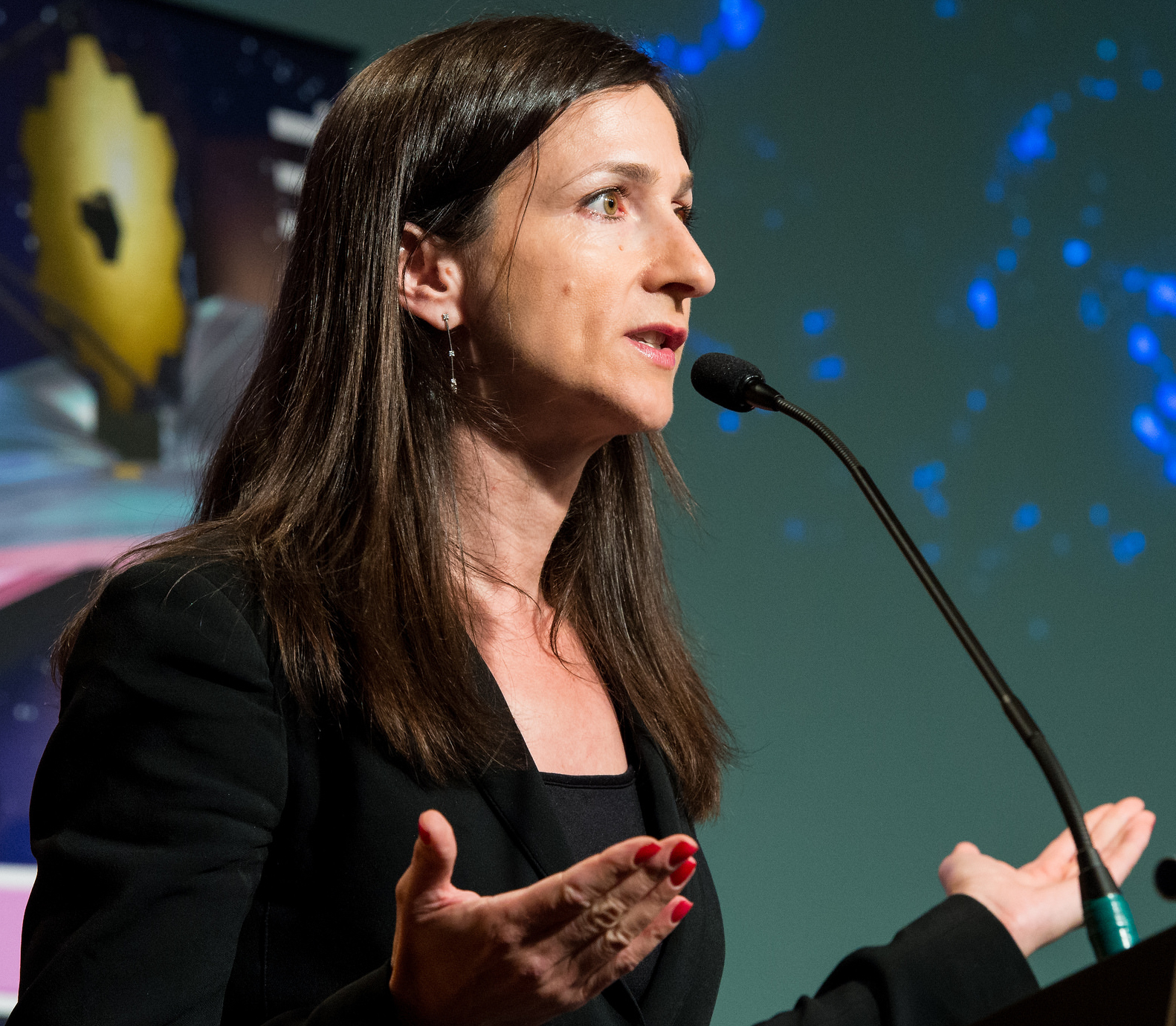
Sara Seager, 2014

Sara Seager (* 21. Juli 1971 in Toronto, Kanada) ist eine kanadisch-amerikanische Astrophysikerin, die sich mit Exoplaneten und ihren Atmosphären befasst.

## Leben
Sara Seager absolvierte 1994 ihr Physik- und Mathematikstudium an der University of Toronto mit einem Bachelor. Mit Hilfe des kanadischen Natural Sciences and Engineering Research Council promovierte sie 1999 über theoretische Modelle von Atmosphären extrasolarer Planeten in Astronomie an der Harvard University. Anschließend arbeitete sie von 1999 bis 2002 am Institute for Advanced Study in Princeton, und schließlich bis 2006 bei der Carnegie Institution for Science in Washington, D.C. Als Associate Professor wechselte sie im Januar 2007 zum Massachusetts Institute of Technology. Seit Juli 2010 ist sie Professorin und hat den Class of 1941 Lehrstuhl inne.
Von der American Astronomical Society wurde ihr 2007 der Helen-B.-Warner-Preis verliehen. 2012 erhielt sie gemeinsam mit dem kanadischen Astronom David Charbonneau den mit 100.000 US-Dollar dotierten Sackler-Preis. Im September 2013 wurde sie für die MacArthur Fellowship ausgewählt. 2015 wurde sie in die National Academy of Sciences gewählt, 2018 in die American Academy of Arts and Sciences und die American Philosophical Society. 2014 wurde der Asteroid (9279) Seager nach ihr benannt. Für 2021 wurde Seager der Magellanic Premium der American Philosophical Society zugesprochen. Im selben Jahr hielt sie die Morris Loeb Lecture. 2024 erhielt sie den Kavli-Preis (mit Charbonneau).
Seit dem 20. Juli 2010 hat Seager die US-amerikanische Staatsbürgerschaft. Sie war bis zu seinem Krebstod am 23. Juli 2011 mit dem Wissenschaftsredakteur Michael Wevrick verheiratet. Das Paar hat zwei gemeinsame Söhne.

## Werke (Auswahl)
- Exoplanet Atmospheres: Physical Processes, Princeton University Press 2010
- als Herausgeberin: Exoplanets, University of Arizona Press 2011